# Geogarypus minutus
Geogarypus minutus es una especie de arácnido del orden Pseudoscorpionida de la familia Geogarypidae.

## Distribución geográfica
Se encuentra en el sur de África.